# Powellinia margelanoides
Powellinia margelanoides är en fjärilsart som beskrevs av Charles Boursin 1944. Powellinia margelanoides ingår i släktet Powellinia och familjen nattflyn. Inga underarter finns listade i Catalogue of Life.